# Озбърн (окръг, Канзас)
Окръг Озбърн (на английски: Osborne County) е окръг в щата Канзас, Съединени американски щати. Площта му е 2315 km², а населението - 4050 души. Административен център е град Озбърн.